# Peperomia smithii
Peperomia smithii är en pepparväxtart som beskrevs av William Trelease. Peperomia smithii ingår i släktet peperomior, och familjen pepparväxter. Inga underarter finns listade i Catalogue of Life.